# るんるんりる らんらんらら/どうにもとまらない
「るんるんりる らんらんらら/どうにもとまらない」は、小林ゆう、天の妃少女合唱団のシングル。2011年5月25日にメディアファクトリーから発売された。

## 概要
小林ゆうのシングルとしては4枚目であり、前作「HANAJI」から約2年3ヶ月ぶりのリリースであり、2011年1枚目。また、自身のシングルにキャラクターソングやBGMが収録されるのは初である。自身の楽曲がテレビアニメの主題歌として起用されたのは1枚目のシングル「空のコトバ」から4作連続。
表題曲1曲目「るんるんりる らんらんらら」は、テレビアニメ『まりあ†ほりっく あらいぶ』のオープニングテーマとして使用されており前作から2作連続で『まりあ†ほりっく』のタイアップとなった。また、同アニメ第6話では汐王寺茉莉花役の井上麻里奈によってカバーされた楽曲がオープニングテーマに使用された。なお、実際に劇中で流れたのは第5話からであり第1話から第4話までのオープニングでは鼎神父役の杉田智和によるキャラクターソング「妄想戦士 宮前かなこ」が流れた。本曲にはPVが製作されており、内容は小林ゆう初のデフォルメアニメとなっている。また、テレビアニメ公式サイトにはPVとレコーディング風景が公開された。
表題曲2曲目には同アニメのエンディングテーマである「どうにもとまらない」が収録されており、歌は劇中に登場するキャラクターの宮前かなこ、衹堂鞠也、汐王寺茉莉花役の真田アサミ、小林ゆう、井上麻里奈が歌っている。まだ同曲は山本リンダの「どうにもとまらない」をカバーした楽曲である。
カップリングの「ドンマイ ドンマイ!」は、同アニメ第12話のエンディングテーマとして使用された。また、最終話で使用されたことにより本作に収録されている新曲全てが劇中で使用された事になった。
前作同様、初回盤と通常盤の2種リリースで、前者にはPVを収録したDVDが同梱されている。またCDジャケットは、宮前かなこ、衹堂鞠也、汐王寺茉莉花が描かれた書き下ろしスリーブ仕様である。また、通常盤には収録されていない衹堂鞠也のキャラクターソング「ドンマイドンマイ!」、寮長先生、与那国のキャラクターソング「SU-KON-BU」の配信限定バージョン、テレビアニメ第1期の主題歌とBGMが収録されている。

### 主な記録
2011年5月25日付のオリコンデイリーシングルチャートで9位を獲得し、小林にとって初のデイリーチャートTОP10入りを記録した。また、2011年6月6日付のオリコン週間シングルチャートで21位を獲得し、前作から8位ランクダウンした。
2011年6月6日付のBillboard JAPANのHOT ANIMATIONチャートで8位を獲得した。

## 批評
WEBアニメスタイルの和田穣は、「るんるんりる らんらんらら」は曲頭が「みんな、メス豚になれ」という台詞から始まるので、前作「HANAJI」よりもインパクトがあったという。また、AメロからBメロまではメルヘンチックな雰囲気であるが、サビに入るとワイルドでパワフルな曲調になるところの小林の声色が激変する所が聴きどころであると語っている。
本作は限定盤に第1期の主題歌やBGMが収録されているなどの10曲構成になっている為、オリコンなどの一部のメディアではアルバム作品として扱われた。初回盤の仕様がこのようながこのような構成になっている為、WEBアニメスタイルの和田穣は「ちょっとしたベスト盤」のような構成になっていると批評した。

## 収録曲
限定盤
1. るんるんりる らんらんらら
歌：小林ゆう
作詞：辻純更、作曲・編曲：奥田もとい
  - テレビアニメ『まりあ†ほりっく あらいぶ』オープニングテーマ

歌い手の小林によると、曲中には、少女の声や少年声などの様々な表現方法が用いられており、ワンフレーズの中で色々な遊びが仕込まれている。また、2番以降のオーラスのサビに向かうにつれ、楽しい気分になってくる歌になっていると語っている[3]。
2. どうにもとまらない
歌：天の妃少女合唱団 かなこ（真田アサミ）&鞠也（小林ゆう）&茉莉花（井上麻里奈）
作詞：阿久悠、作曲：都倉俊一、編曲：三浦誠司
  - テレビアニメ『まりあ†ほりっく あらいぶ』エンディングテーマ
3. ドンマイドンマイ!
歌：衹堂鞠也（小林ゆう） コーラス：素敵な仲間たち
作詞：有森聡美、作曲・編曲：鈴木盛広
  - テレビアニメ『まりあ†ほりっく あらいぶ』第12話エンディングテーマ

楽曲は小林が演じる衹堂鞠也のキャラクターソングであり、小林の印象は「カッコイイ曲」であり、鞠也の魅力であるシャープでキレのある曲になったと語っている[4]。
4. HANAJI
歌：小林ゆう
作詞：有森聡美、作曲・編曲：村井大
  - テレビアニメ『まりあ†ほりっく』オープニングテーマ
5. 君に、胸キュン。
歌：天の妃少女合唱団 かなこ（真田アサミ）&鞠也（小林ゆう）&茉莉花（井上麻里奈）
作詞：松本隆、作曲：高橋幸宏・細野晴臣・坂本龍一、編曲：依田和夫
  - テレビアニメ『まりあ†ほりっく』エンディングテーマ
6. SU-KON-BU (配信限定ver.)
歌：寮長先生（沢城みゆき）&与那国さん（松来未祐）
作詞：有森聡美、作曲・編曲：とくP
7. 茉莉花日誌のテーマ #1
8. るんるんりる らんらんらら（オリジナルカラオケ）
9. どうにもとまらない（オリジナルカラオケ）
10. ドンマイ ドンマイ!（オリジナルカラオケ）

通常盤
1. るんるんりる らんらんらら
2. どうにもとまらない
3. ドンマイ ドンマイ!
4. るんるんりる らんらんらら（オリジナルカラオケ）